# All mountain
All mountain — тип гірського велосипеда, що знаходиться між крос-кантрі та фрірайдом в поєднання з ендуро. Такі велосипеди іноді позначають як «легкий фрірайд». Ці велосипеди призначені для перетину нескладної гірської місцевості. Велосипед з легкістю витримує невеликі перешкоди і легкий на підйом, що дозволяє велосипедисту без складності в'їжджати в гору і долати тривалі дистанції. Велосипед для All mountain має хід підвісок 130-170 мм, і вагу близько 13-17 кг. Стиль All mountain в свою чергу поділяється на All mountain Фрірайд та All mountain Enduro. Перший ближче до фрірайду, другий ближче до ендуро, тобто більшою мірою орієнтований на тривалі дистанції і підйоми в гору.